# Grande Salão Hipostilo

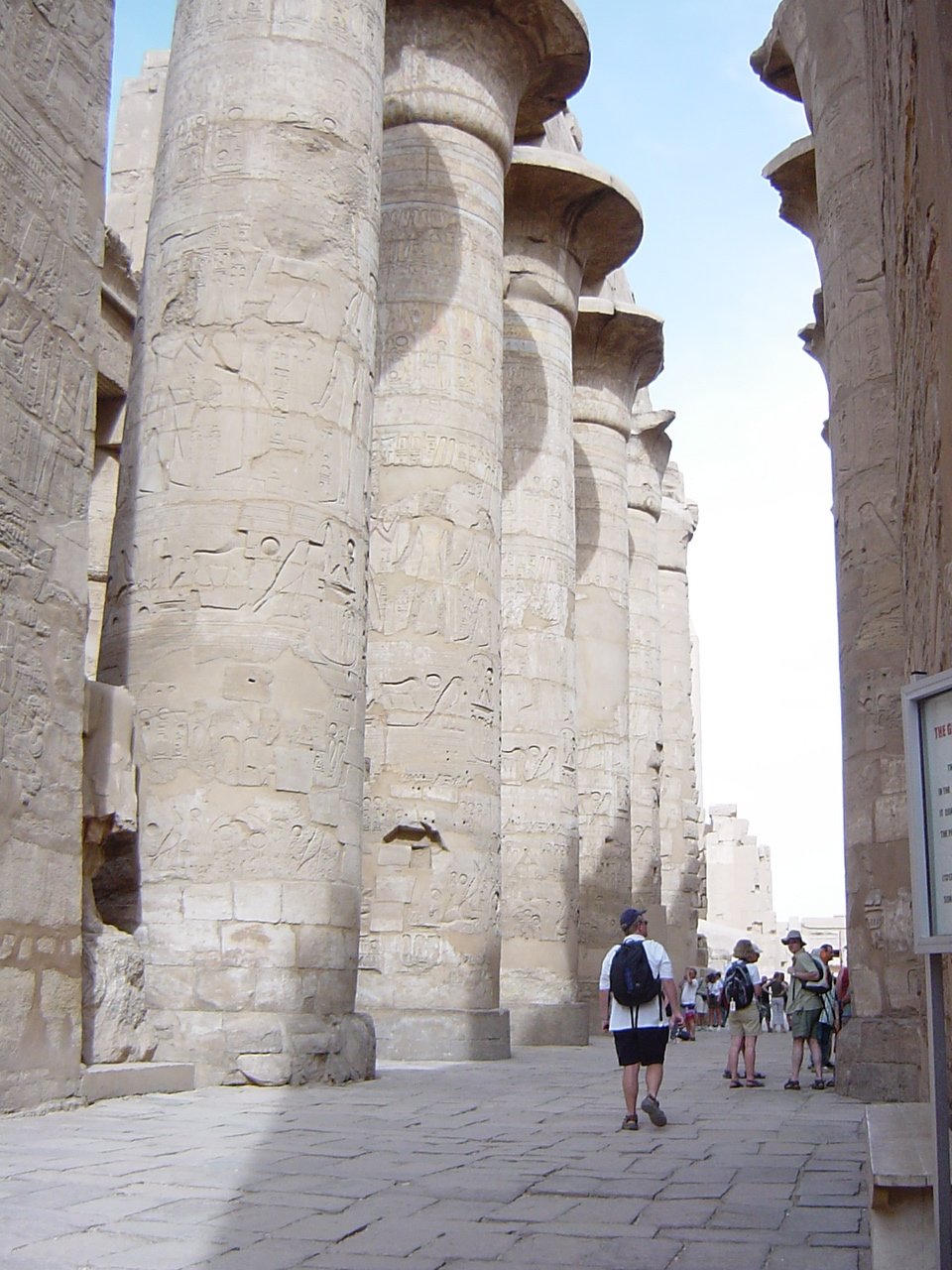
Entrada para o Salão Hipostilo

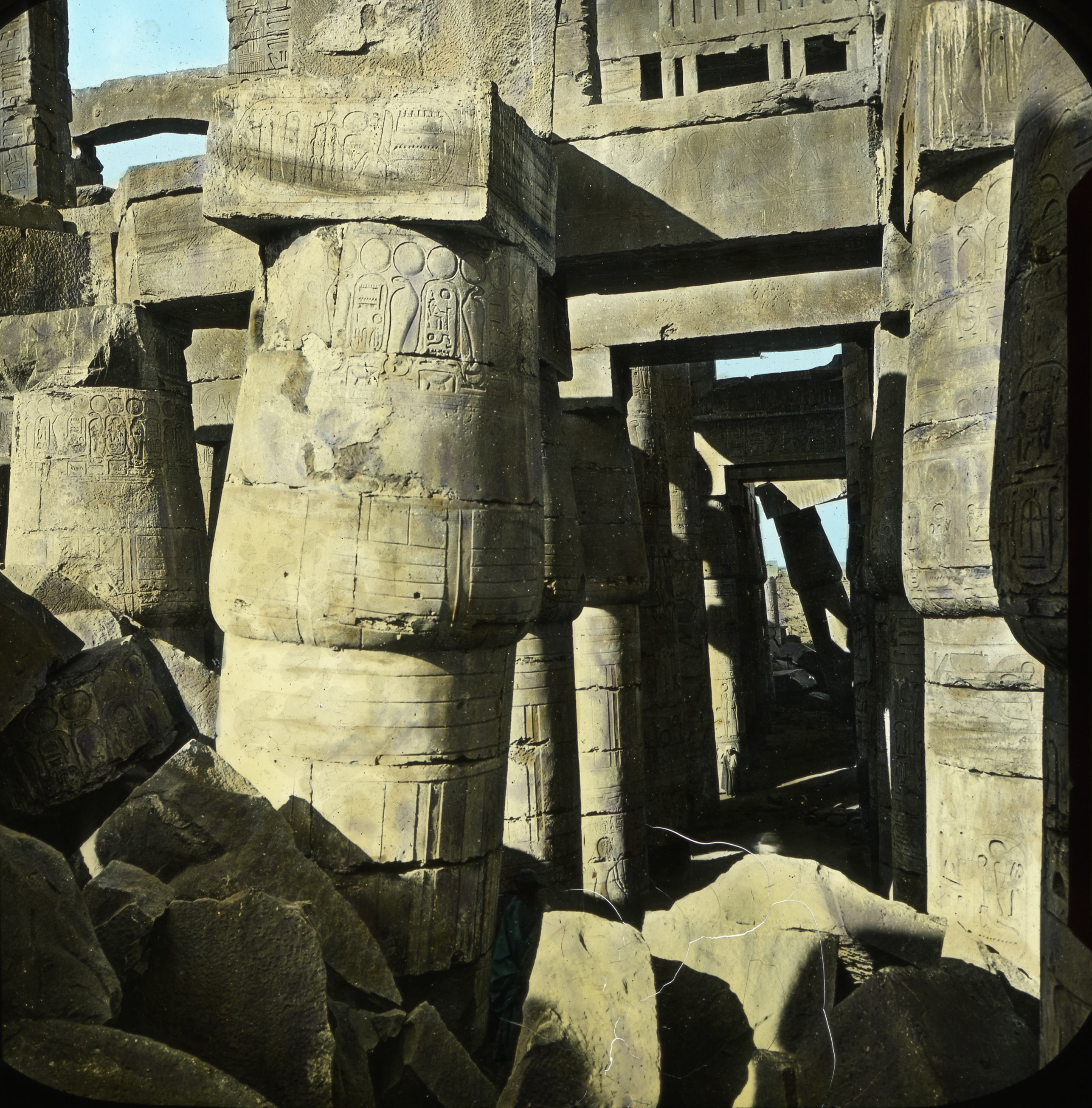
Grande Salão de Carnaque, Egito. N.d., Slide colorido por Joseph Hawkes. Arquivos do Museu do Brooklyn.

O Grande Salão Hipostilo está localizado dentro do complexo do templo de Carnaque, no Recinto de Amon-Rá. É um dos monumentos mais visitados do Antigo Egito. A estrutura foi construída em torno da XIX dinastia egípcia (c. 1290-1224 a.C.), entre o Segundo e o Terceiro Pilones de Amon-Rá por Seti I e Ramessés II. Seu projeto foi inicialmente instituído por Hatexepsute, na capela noroeste a Ámon no terraço superior de Deir Elbari. O nome refere-se ao hipostilo arquitetônico padrão.
É o maior salão hipostilo já construído, e contém 134 colunas de papiro. Estas colunas uma vez suportaram um telhado, que há muito tempo desapareceu, com exceção de alguns traços. As colunas centrais, que são ligeiramente mais altas que o resto, foram construídas durante o reinado de Amenófis III, e formaram uma colunata semelhante à do Templo de Luxor. As outras 122 colunas foram construídas e decoradas durante os reinados de Seti I e Ramessés II, no momento em que foi finalmente convertido em um salão hipostilo.
Em 1899, 11 das colunas maciças do Grande Salão Hipostilo desmoronaram em uma reação em cadeia, porque suas fundações foram minadas por água subterrânea. Georges Legrain, então arqueólogo-chefe da área, supervisionou a reconstrução que foi concluída em maio de 1902. Mais tarde, um trabalho semelhante teve que continuar a fim de fortalecer o resto das colunas do Templo.